# Pardachirus
A Pardachirus a csontos halak (Osteichthyes) főosztályának a sugarasúszójú halak (Actinopterygii) osztályába, ezen belül a lepényhalalakúak (Pleuronectiformes) rendjébe és a nyelvhalfélék (Soleidae) családjába tartozó nem.

## Rendszerezésük
A nembe az alábbi 6 faj tartozik:
- Pardachirus balius Randall & Mee, 1994
- Pardachirus hedleyi Ogilby, 1916
- Pardachirus marmoratus (Lacepède, 1802)
- Pardachirus morrowi (Chabanaud, 1954)
- Pardachirus pavoninus (Lacepède, 1802)
- Pardachirus poropterus (Bleeker, 1851)

## Források

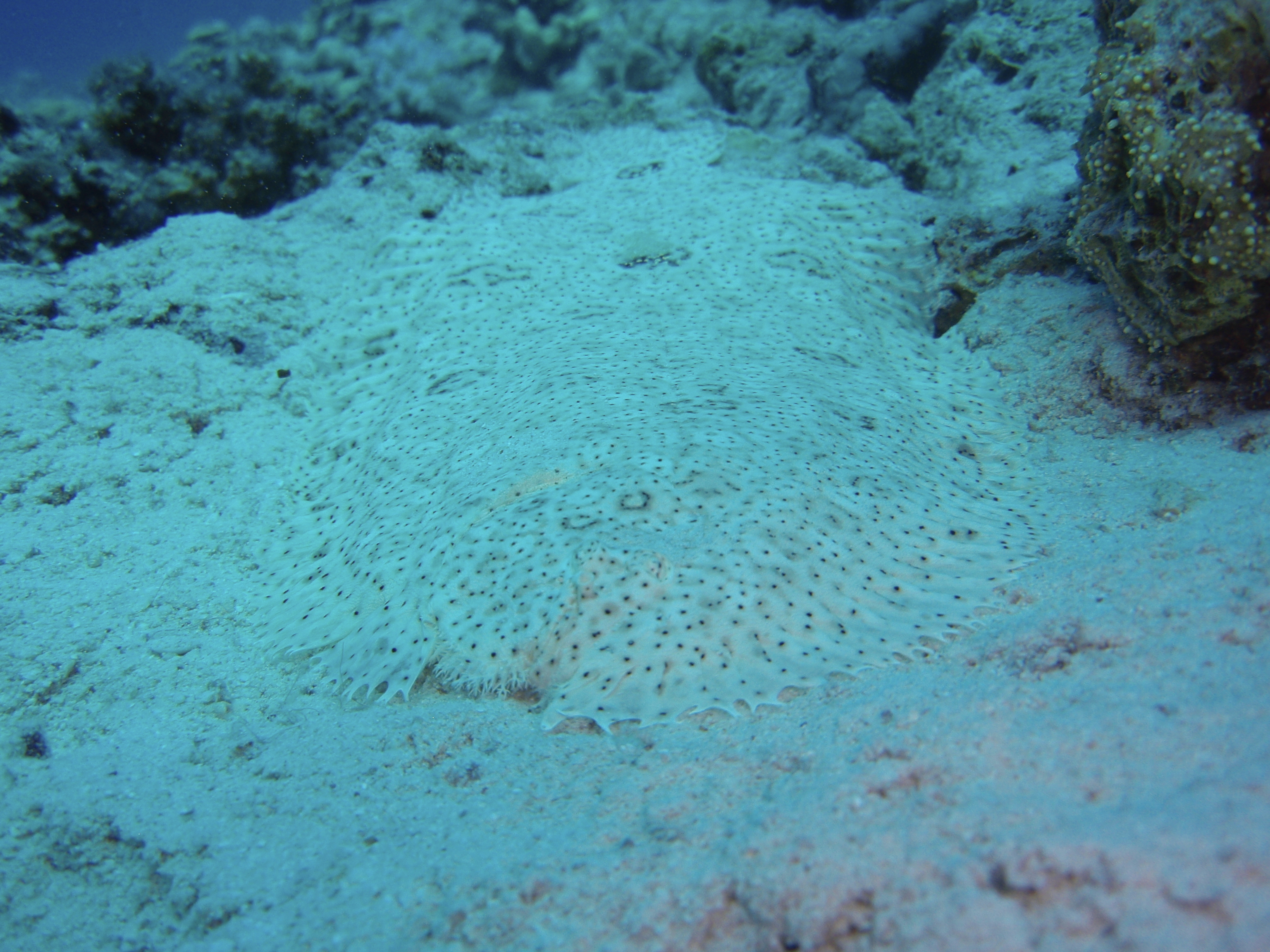
Pardachirus marmoratus